# 炭水車

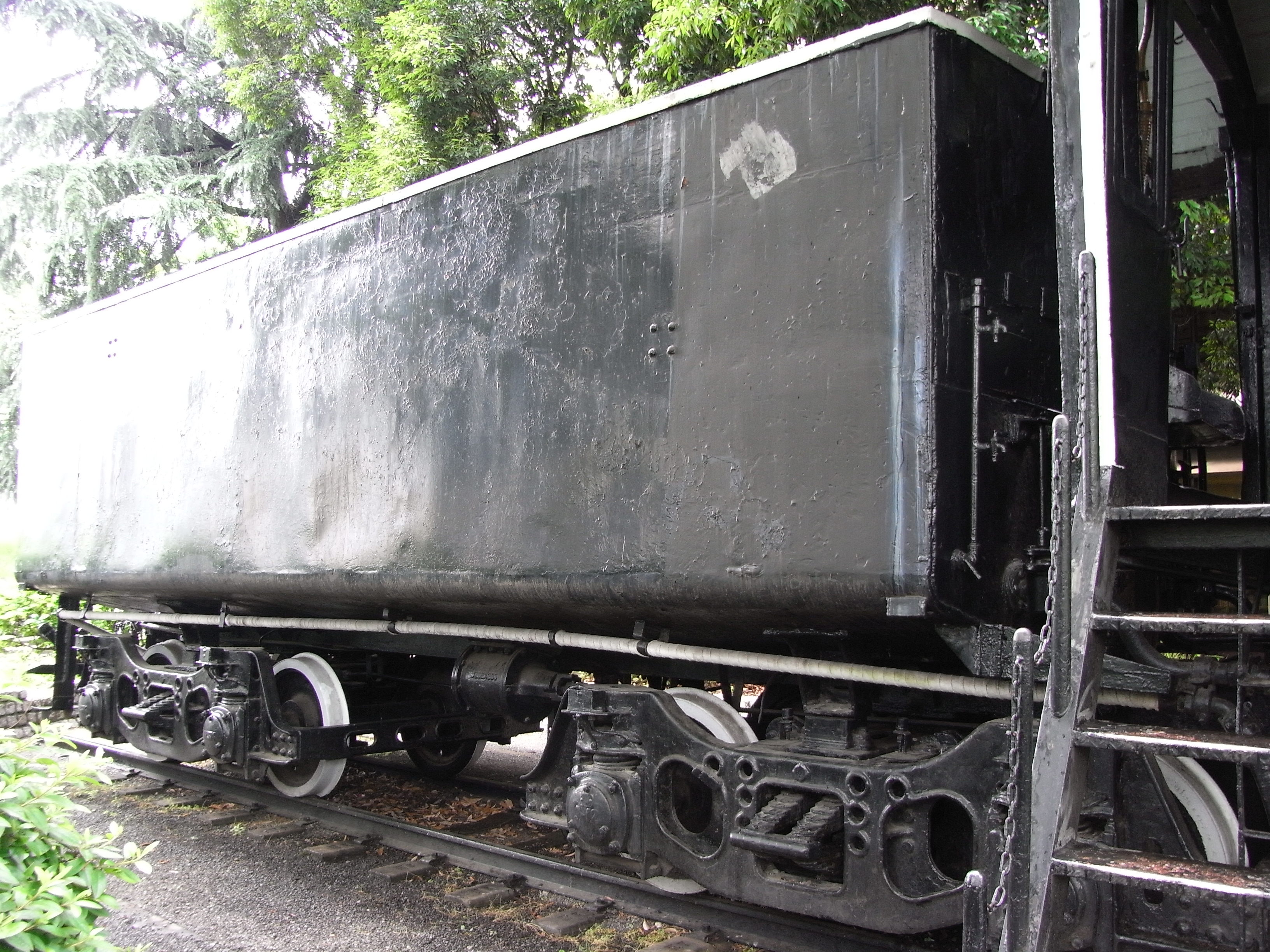
C59形の炭水車

炭水車（たんすいしゃ、英語: Tender、テンダー）とは、蒸気機関車等が使用する燃料や水を積載した車両。石炭車やタンク車が商品としての燃料を輸送するものであるのに対し、炭水車は運行中に使用する燃料を積載する。
日本においては蒸気機関車の燃料には専ら石炭を用いているためテンダーを「炭水車」と呼ぶことが一般的である。テンダーには、重油を積載する車両や、長距離無補給運行のために水のみを搭載する水槽車（例：ミキ20形）も含まれる。
炭水車を装備した機関車をテンダー機関車という。対して水炭ともに本体に積む機関車をタンク機関車と呼ぶ。機関車用の炭水車は上部に燃料（石炭や薪、重油）を積み、下部に水槽があるものが多い。
炭水車は蒸気機関車の他にも、ロータリー式除雪車（例：ユキ300形、後にキ600形 1923 - 75年）や、クレーンを備えた操重車（ソ20 1928 - 66年、ソ30 1936 - 86年）など、機能の動作に燃料を必要とする車両にも連結される。

## 容量による車両区分
日本の蒸気機関車において炭水車は石炭など燃料と水の積載量で区分され、12-17形といえば石炭12トン・水17立方メートルの積載が可能であることを示す。他には、5-10形、6-13形、6-17形、8-20形、10-20形、10-22形、10-25形、12-25形などがあり、末尾に記載のない初期型やA,Bなどで始まるアルファベットで製造区分が付される。D52形（1943年）に自動給炭機（メカニカルストーカー）の装備が試みられたが果たせず、戦後C62形で初めて正式に使用され装備車には形番にSが付された（例：10-22・S形）。
鉄道院時代のものは容量プレートの表示単位がフィート（呎）のみであり炭水の区別はなく、度量衡の改正（1921年）以後の新製や改装時からメートル法表示となる。

### 編成と運用
機関車および動力をもつ事業車と対を成し通常固定編成となるが、運行距離や勾配など線区と仕業の条件によって通常より大型の水槽が必要となる場合や、機関車の休車、廃車によって余剰車となり振り替えが行われた場合、新製時とは異なる組み合わせとなる。単純に容量を増すため車体を延長し車高を増しても、重量と軌道の問題に加え転車台に乗らなくなるなど設備問題のため運用上そうはいかない。振り替えられた炭水車のナンバープレートも機関車にそろえて替わるため外観上の判別は難しく、打刻や検査履歴などで振り替えを調べることになる。
- C53形は通常12-17形で優等列車運用についたものはD50形から転じた8-20形をさらに炭庫拡大して長距離の高速旅客を担った。
- 先述のユキのうちユキ301に付随した炭水車は9300形廃止による余剰の転用、302は8300形から以後はD50形用の8-20を新造している。当初は9600形初期の2軸2.5t-9m32両を充てたがどちらにせよ容量が不足した。この時余った他の9m34両はミ160水槽車に改造された。

### 構造と改造
一見同じような一様に黒い直方体であるが車体長だけでなく、リベット組み立てと溶接構造、側面から見て炭庫囲い上縁両肩の切り欠きの形状（炭庫の側板が嵩上げされ炭庫と水槽容積の比率が変わっている）、配管、台車、尾灯、後進時前照灯、クレーン吊り金具などに個々の差異が見られる。また、C55形2次車など流線形の機関車に合わせて上部をカバーで覆ったもの、C56形に見られる後進時の視界確保の必要から両側を大きく切り欠いたもの、資材を切り詰め代用材を用いた戦時設計、それから発展した無台枠（プランクレス）の船底形のように、基本形状にもいくつかの分類がある。
- D51形戦時製には10-20形で台枠なしの船底が量産され、C59形後期やC62形の10-22形には確立した全溶接の船底型が見られる。

炭水車は他車との振り替え以外にも製造後に様々な改造を受けることがあり、石炭搭載量を増やす炭庫の拡大（例: C62 38）、運転環境の改善や牽引定数向上などを目的とした重油タンク（例：D51 427）や自動給炭装置の追加装備、主に入換作業や逆行運転で使用される機関車で施された炭庫と水槽両側の切り欠き改造（構内用9600形に見られる。凸型の背面になる）などが代表的な例である。
- C53形付随だった12-17形は40t糖蜜輸送タンク車として2両一組のタキ1600形に改造（1949年）。
- C51形（鉄道院18900形）のうち東京名古屋間の優等運用についたものは標準装備の17m3をC52の20m3後期形に換装し水量増、さらに30t水槽車（後のミキ20形）を増結するため配管と幌の改造を施した。
- C59 127号機用は重油専燃改造を受けたためテンダーも大きく異なる。

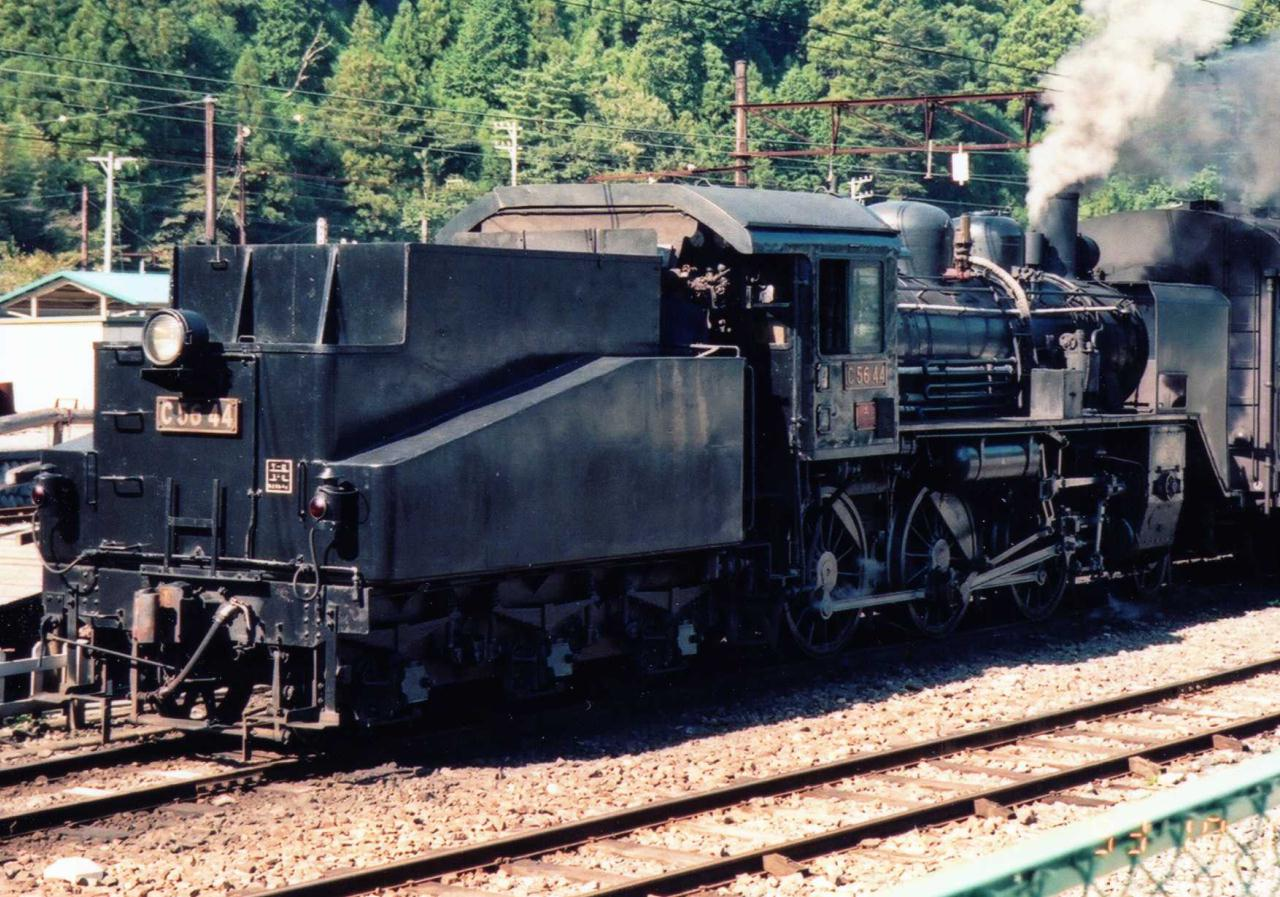
C56形の炭水車
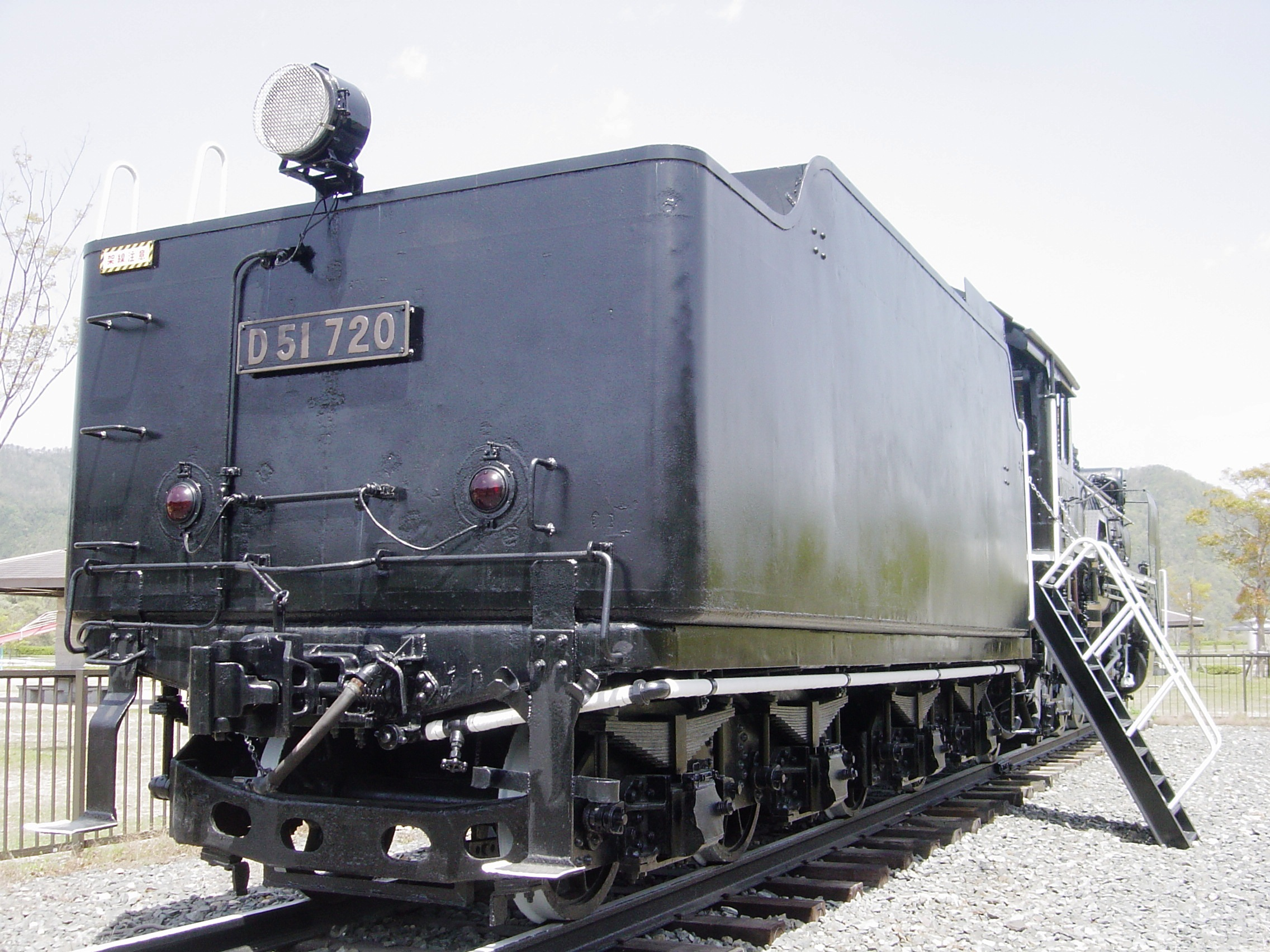
D51形の炭水車(8-20B形)
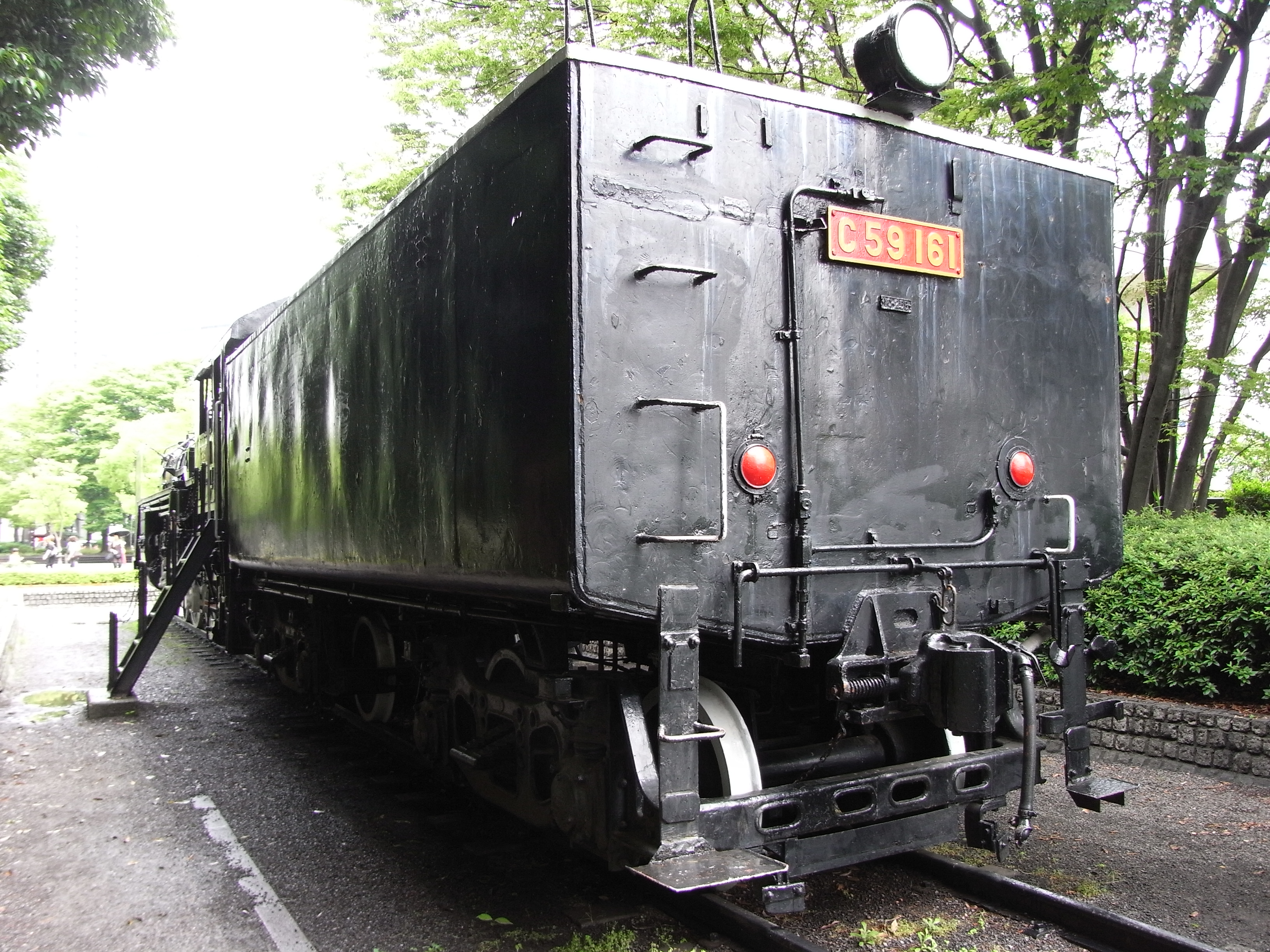
船底型10-25B C59形

## 世界の炭水車（テンダー）
「テンダー」 (Tender) という語そのものは蒸気用炭水車に限定されない。機関の動力を支援したり伝達して主力機の次位に連結する、総じて補務車といえる役割をもつ貨車全般を指している。増結用水槽車や燃料車、ディーゼル機の緩急車なども含む。これらを区別する際には、狭義の「炭水車」を「コール・テンダー」 (coal tender) 、水槽車を「ウォーター・テンダー」 (water tender) と呼ぶなど、それぞれの特性を限定した呼称が用いられる。

### ホエール・バック・テンダー
燃油を後方、水を前方に配した半円筒タンク車。「鯨の背」「亀の甲」「ローフ（塊）」と呼ばれる。サザン・パシフィック鉄道など。
除雪板を付けたほぼヴァンダ－ビルド形のディーゼル用油槽車などが残存している。CRI&P鉄道。

### スロープ・バック・テンダー
燃油を前方、水を後方に配した炭水車。サザン・パシフィック鉄道など。

### ブレーキ・テンダー

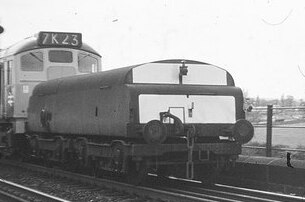
車両の前面に取り付けられたブレーキ・テンダー

イギリスの東北部では、1960年代にブレーキテンダーが導入されていた。牽引力向上により列車重量の増す一方で、軽量化されたディーゼル機関車の制動力を増すため、機関車前方に1両から2両で無蓋車が使用された。機関車と連動する自動ブレーキを備え、補重による制動力増加のため35半 - 37半tの鋼鉄クズを積んでいる。東北部の山地で下りの制動力を求めたものだが、後に南部でも運用された際は機関車の後方に配置された。

### フューエル・テンダー
イギリスの東北部では、1960年代にフューエルテンダーが導入されていた。

### ロング・ハウル・テンダー
ペンシルバニア鉄道 (PRR) に代表される長距離用テンダー。すっぽりとくるんだ外装と支える4軸＋4軸が剛徹な印象。42.5t、19,200ガロンの180-P-84形（連結車はT1形など）、流線形で名を遺すS1形用 250-P-84形 24t-24,230ガロンのほか、アッチソン・トピカ&サンタフェ鉄道 (AT&SF) の2900形随伴のものでは重油7000ガロン-水24,500ガロンを積載した。 

### センチピード・テンダー
ユニオン・パシフィック鉄道の大型機製ビッグ・ボーイに随伴する。また同じくアメリカン・ロコモティブ（アルコ）製のチャレンジャー形、FEF系列など大型機と組まれる。
大容積を支え主機の高速運転に従うため7軸14輪を備える。驚異的なのは躯体よりも名前の由来である台車群で、最前列2軸ボギー4輪が旋回横動するのに続き固定の後方5軸が曲線に沿うため次々に台枠内の横可動により追従していく点にある。容量は28-90に相当する。
外函の構造と内の準円筒タンクによるペデスタル・フレームである。25-C-1（25,000ガロン 円筒型）と25-C-2以降で形状がやや異なる。

### ジャーマン・テンダー
ドイツ国鉄50形 1939 - 48年。また同じくドイツ国鉄18形などに随伴する。

### ヴァンダービルト・テンダー

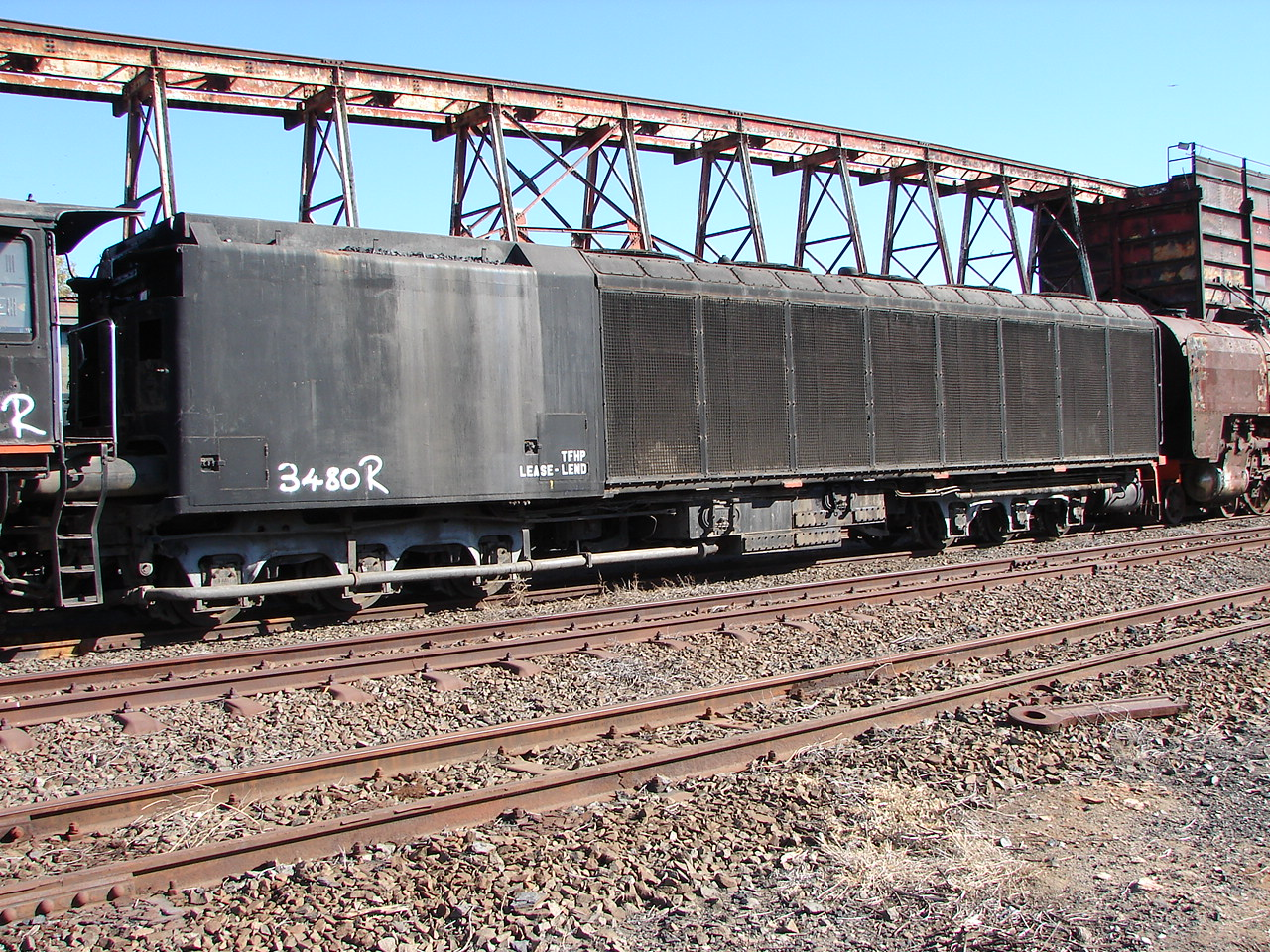
南アフリカ国鉄25形用復水器装備炭水車

鉄道王の孫であり発明家としても鳴らしたヴァンダービルト3世が発案したシリンドリカル（円筒）貨車のテンダー。筒状タンクの機関車側に函状の炭庫がある。炭水だけでなく重油併燃のためにオイルタンクを備えた炭油車としても、容量は劣るが円筒形タンクの強度と箱型に比べ軽量安価な構造から長さに余裕があるアメリカ大陸の大型高速蒸気に採用された。

### 復水器装備車
南アフリカ国鉄25形 ヘンシェル・ウント・ゾーン製 1950 - 92年。渇水の厳しい南アフリカの乾燥地帯のさらに高原を走破するため、排出した蒸気を再循環する装備（コンデンシング）を炭水車に備えている。水槽容量40t（10,500ガロン）3軸ボギーのNC型に復水器をのせたC型は容量20tながらタービン・ファンを積むため車両長は18mに及び、水消費を40%に抑えるのと引き換えに700馬力を損失するが機関車はなおも110km/hを保つ。
なお鉄道作業局3920形のコンデンシングは復水装置とは異なる。

### 蒸気タービン駆動炭水車

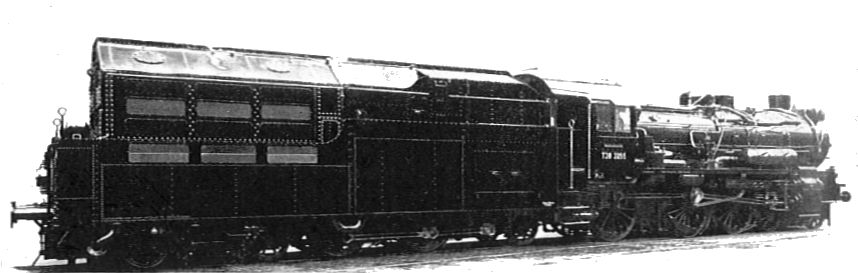
ドイツ国鉄T38形3255号機用蒸気タービン炭水車 前台車にロッドが見える

ヘンシェル・ウント・ゾーン製1B2 'T16 1926-27 - 60年。この車両は上述の復水タービンの前身のひとつであるドイツ国鉄T38形3255号用の復水炭水車だがタービン駆動の動輪をもち補機能力ももつ。後進タービンも備えたが機能には不十分なまま使用に至らず後進は本機側の動力のみによる。3機の送風タービンを回し真鍮管に噴霧した水による空冷で熱交換器を通った蒸気は、送圧と凝集で水に戻り脱油フィルタで濾されてから水槽へ循環する。

## 備考
1. ↑  
機関車の形式の改号と鉄道組織の変遷について触れておく。1928年（昭和3年）に8900のように鉄道院制4桁であったものがD50のように動軸数とテンダーなし10 - 49、あり50 - 99の鉄道省制となった。
  - 鉄道作業局 (1897 - 1907)
  - 帝国鉄道庁 (1907 - 1908)
  - 鉄道院 (1908 - 1920)
  - 鉄道省 (1920 - 1943)
  - 運輸通信省 (1943 - 1945)
  - 運輸省鉄道総局 (1945 - 1949)
  - 日本国有鉄道 (1949 - 1987)